# یاماتو، کاناگاوا
یاماتو در استان کاناگاوا در کشور ژاپن  واقع شده‌است  که دارای جمعیت ۲۲۳٬۱۲۷ نفر و مساحت ۲۷٫۰۶ کیلومتر مربع با تراکم جمعیت ۸٬۲۴۶  نفر در کیلومترمربع است و در تاریخ ۱ فوریه ۱۹۵۹ به عنوان شهر شناخته شد.